# Traces of Sadness
Traces of Sadness is het tweede album van de Estse meidenband Vanilla Ninja uit 2004. In 2005 kwam er een "Limited Edition" uit van album.

## Nummers
- Tough enough 3:22
- Traces of sadness 3:21
- Stay 3:50
- When the indians cry 3:41
- Don't go too fast 3:11
- Heartless 3:49
- Liar 3:36
- Don't you realize 3:49
- Wherever 3:24
- Metal Queen 3:45
- Looking for a hero 3:52
- Destroyed by you 3:51
- Traces of sadness (uitgebreide versie) 5:58
- Heartless (uitgebreide versie) 7:36
- Tough enough (cd-rom-bonus)
- Don't go too fast (cd-rom-bonus)

## Nummers uitsluitend op de tweede cd van de Limited Edition
- Blue tattoo (akoestische versie) 4:09
- Tough enough (akoestische versie) 3:26
- Don't go too fast (akoestische versie) 3:18
- Liar (akoestische versie) 3:37
- Stay (akoestische versie) 3:53
- Metal queen (akoestische versie) 3:43
- Destroyed by you (akoestische versie) 3:52
- Don't you realize (klassieke versie) 3:49
- Heartless (klassieke versie) 3:54
- Traces of sadness (klassieke versie) 3:33
- Looking for a hero (klassieke versie) 4:17
- Light of hope 3:39
- Liar (cd-rom bonus)
- When the indians cry (cd-rom bonus)